# Melanothrix homochroa
Melanothrix homochroa är en fjärilsart som beskrevs av Karl Grünberg 1914. Melanothrix homochroa ingår i släktet Melanothrix och familjen Eupterotidae. Inga underarter finns listade i Catalogue of Life.